# دانيال أ. بيدرسن
دانيال أ. بيدرسن (بالدنماركية: Daniel A. Pedersen)‏ هو لاعب كرة قدم دنماركي في مركز الوسط، ولد في 27 يوليو 1992 في سيلكيبورج في الدنمارك. شارك مع منتخب الدنمارك تحت 21 سنة لكرة القدم. أما مع النوادي، فقد لعب مع آرهوس جمناستيك فورينينغ ونادي سيلكيبورج.

## وصلات خارجية
- دانيال أ. بيدرسن على موقع اتحاد النرويج (النرويجية)
- دانيال أ. بيدرسن على موقع قاعدة بيانات كرة القدم.إي يو (الإنجليزية)
- دانيال أ. بيدرسن على موقع ناشيونال فوتبول تيمز (الإنجليزية)
- دانيال أ. بيدرسن على موقع Soccerway.com (الإنجليزية)